# Philippe Garrel
Philippe Garrel (* 6. dubna 1948 Boulogne-Billancourt, Francie) je francouzský filmový režisér, scenárista, kameraman, producent a střihač. Svůj první snímek, patnáctiminutový Les enfants désaccordés, natočil v roce 1964. Celovečerní debut s názvem Marie pour mémoire následoval o tři roky později. Později natočil řadu dalších snímků. Získal několik ocenění na festivalech v Cannes a Benátkách. V letech 1969-1979 s ním spolupracovala Nico, hrála v sedmi jeho filmech.

## Rodina
Jeho otcem byl herec Maurice Garrel a bratr Thierry je filmovým producentem. Jeho synem je herec a režisér Louis Garrel a dcerami herečky Esther a Léna. Jeho první manželkou byla herečka a režisérka Brigitte Sy a poté herečka, scenáristka a režisérka Caroline Deruas.

## Filmografie
- Les enfants désaccordés (krátkometrážní; 1964)
- Droit de visite (krátkometrážní; 1965)
- Marie pour mémoire (1967)
- Le Révélateur (1968)
- La Concentration (1968)
- Actua I (krátkometrážní; 1968)
- Anémone (1968)
- Le Lit de la Vierge (1969)
- La Cicatrice intérieure (1971)
- Athanor (krátkometrážní; 1972)
- Les Hautes solitudes (1973)
- Un ange passe (1975)
- Le Berceau de cristal (1976)
- Le Bleu des origines (1979)
- L'Enfant secret (1982)
- Liberté, la nuit (1983)
- Elle a passé tant d'heures sous les sunlights (1985)
- Les Ministères de l'art (1988)
- Les Baisers de secours (1989)
- J'entends plus la guitare (1991)
- Zrození lásky (1993)
- Le Cœur fantôme (1996)
- Le Vent de la nuit (1999)
- Sauvage innocence (2001)
- Pravidelní milenci (2005)
- Hranice úsvitu (2008)
- Un été brûlant (2011)
- Žárlivost (2013)
- Ve stínu žen (2015)
- Milenec na jeden den (2017)
- Le sel des larmes (2020)
- La Lune crevée (2022)